# Luchthaven van Aden
De luchthaven van Aden, Aden International Airport, is een internationale luchthaven nabij Aden in Jemen. Het is de tweede belangrijkste luchthaven van Jemen, na de luchthaven van Sanaa. Het is een hub van de luchtvaartmaatschappij Yemenia.
De luchthaven is opgericht op de voormalige basis RAF Khormaksar van de Royal Air Force, die in 1967 werd gesloten toen de Britten zich uit Jemen terugtrokken.
Het vliegveld wordt ook gebruikt door de luchtmacht van Jemen.

## Luchtvaartmaatschappijen en bestemmingen
- African Express Airways - Al Mukalla, Berbera, Dubai, Mogadishu, Mombasa, Nairobi, Sharjah
- Felix Airways - Al Ghaydah, Al Hudaydah, Riyan Mukalla, Sana'a, Seiyun, Socotra
- Gulf Air - Bahrein
- Royal Jordanian - Amman-Queen Alia
- Saudi Arabian Airlines - Jeddah
- Yemenia - Abu Dhabi, Cairo, Doha, Dubai, Jeddah, Mumbai, Riyadh, Riyan Mukalla, Sana'a, Seiyun, Socotra